# 豊岡豊
豊岡 豊（とよおか ゆたか、1930年5月29日 - 2012年11月30日）は、日本のジャズミュージシャン、ビッグバンド豊岡豊とスイング・フェイスの指揮者・バンドマスターである。
所属はジョイナスエンターテインメントであった。

## 人物
北海道登別市登別温泉出身。
15歳で終戦を迎え、故郷・登別温泉町の「登別グランドホテル」が米軍に接収され、豊岡はラジオ(FEN)で初めてジャズに接し、やがてダンスホールに入り浸る毎日を送るようになった。
旧制中学校卒業後に音楽界に入り、ドラマーとして演奏家の活動を開始。1年後に東京へ行き自らのジャズバンドを結成し、在日米軍キャンプ慰問や東京都内のクラブなどでの演奏活動を展開。
1963年、東京キューバンボーイズの見砂直照にスカウトされ、同バンドに入団してドラマーとして活躍。
その後、自らがリーダーを展開するジャズオーケストラ「豊岡豊とジョークエリントン」（のちに「豊岡豊とスウィング・フェイス」）を結成し、NET（現テレビ朝日）の『23時ショー』でゲスト歌手の生演奏担当でレギュラー出演した。また同じNETの『ビッグスペシャル』にもレギュラー出演し、赤いスーツ姿が多かった所から、番組レギュラーのザ・ドリフターズを初めとする出演者に「赤トンガラシ」のニックネームを付けられた。
その後も『NHK紅白歌合戦』や『日本歌謡大賞』を始め、数多くの歌番組に出演し演奏を手掛けるほか、ドラム、パーカッションの演奏家としても活動し、自らのユニットでのコンサートで人気を集めていた。
1970年代から1990年代にかけての歌謡番組では豊岡豊とスイング・フェイスの指揮・演奏者としてテレビ朝日系列やテレビ東京系列での出演が多かった。
『ザ・ドリフターズの極楽はどこだ!!』『ザ・ドリフターズのカモだ!!御用だ!!』等ドリフ映画にも出演。芸達者なところも見せた。
ザ・ドリフターズから荒井注が脱退した際にいかりや長介が新メンバーとして豊岡を加入させようとしていたが志村けんが加入することになる。
趣味はゴルフ。
2012年11月30日、肺癌により死去。82歳没。

## 演奏（スイング・フェイス）としての出演
- NHK紅白歌合戦（NHK）※演奏は白組担当。
- にっぽんの歌（テレビ東京）
- 夏祭りにっぽんの歌（テレビ東京）
- 年忘れにっぽんの歌（テレビ東京）
- ヤンヤン歌うスタジオ（テレビ東京）
- 演歌の花道（テレビ東京）
- ベスト30歌謡曲（テレビ朝日）
- 歌謡ドッキリ大放送（テレビ朝日）
- ミュージックステーション（テレビ朝日）

他

### ソロとしての出演
- 踊る!さんま御殿!!（日本テレビ）
- おらが町の名料理人（テレビ東京）
- レインボーカフェ